# Vuka
 Vuka  è un comune della Croazia di 1 312 abitanti della Regione di Osijek e della Baranja.